# The House Without a Key (serial cinematografico)
The House Without a Key è un serial cinematografico del 1926 diretto da Spencer Gordon Bennet, probabilmente andato perduto. Tratto dall'omonimo romanzo, è il primo film della serie con Charlie Chan.

## Trama
Dan Winterslip, un uomo benestante di Honolulu, non parla da oltre vent'anni con suo fratello, proprietario di un hotel vicino alla sua  tenuta. Un giorno Minerva, loro sorella, arriva da Boston per farli riconciliare. Intanto, un nipote di Dan, John Quincy Winterslip, viene misteriosamente incaricato di recuperare una scatola a San Francisco e di portarla su una nave. Dan Winterslip viene poi assassinato. Charlie Chan, un detective di origine cinese, indaga sull'omicidio e sulla misteriosa scatola. 

## Episodi
1. The Spite Fence, distribuito il 21 novembre 1926
2. The Mystery Box, distribuito il 28 novembre 1926
3. The Missing Numeral, distribuito il 5 dicembre 1926
4. Suspicion, distribuito il 12 dicembre 1926
5. The Death Buoy, distribuito il 19 dicembre 1926
6. Sinister Shadows, distribuito il 26 dicembre 1926
7. The Mystery Man, distribuito il 2 gennaio 1927
8. The Spotted Menace, distribuito il 9 gennaio 1927
9. (ignoto), distribuito il16 gennaio 1927
10. The Culprit, distribuito il 23 gennaio 1927